# Хэмпшир, Сьюзан
Сьюзан Хэмпшир, леди Кулукундис (англ. Susan Hampshire, Lady Kulukundis, род. 12 мая 1937, Кенсингтон) — английская актриса и писательница, лауреат трёх премий «Эмми». Офицер Ордена Британской империи (1995), награждена за деятельность по оказанию помощи людям с дислексией.

## Жизнь и карьера
Сьюзан Хэмпшир родилась в Кенсингтоне, Лондон. Она младшая из четырёх детей в семье.
Хэмпшир начала карьеру в театре, а позже перешла в кино и на телевидение. В шестидесятых она добилась наибольшего успеха, снимаясь в кинофильмах; в частности в 1963 году она исполнила одну из главных ролей в фильме «Три жизни Томазины» по мотивам повести Пола Гэллико. В 1971 году она сыграла сразу три роли в кинофильме «Мальпертюи». Наиболее известна благодаря многочисленным ролям на телевидении. Прорывом для неё на этом поприще стала роль Флёр Форсайт, дочери Сомса и Аннетт, в британском сериале «Сага о Форсайтах» (1967). В 1973 году она снялась в американском музыкальном фильме «Странная история доктора Джекила и мистера Хайда».
Сьюзан Хэмпшир трижды была награждена премией «Эмми»: в 1970 и 1971 годах в категории «Лучшая актриса в драматическом сериале» за работу в сериалах соответственно «Сага о Форсайтах» и «Черчилли» (где сыграла роль Сары Черчилль, герцогини Мальборо), а в 1973 году — в категории «Лучшая актриса в мини-сериале или фильме» за роль в фильме «Ярмарка тщеславия», где исполнила роль Бекки Шарп.
Первый брак — с французским кинопродюсером Пьером Гранье-Деферром — продлился семь лет (1967–1974), окончившись разводом; за это время родилось двое детей — сын Кристофер и дочь Виктория, которая умерла в течение первых суток. В 1981 году актриса вышла замуж повторно — за театрального импресарио Эдди Кулукундиса, который в 1998 году был удостоен рыцарского титула. Супруги были вместе до смерти сэра Кулукундиса в 2001 году.